# Parlamentní volby v Bulharsku 1884
Parlamentní volby se konaly 27. května 1884. Volební účast dosáhla 28,9 %. Poté, co se stala Východní Rumélie součástí Bulharského knížectví, byli 11. a 18. května 1886 zvoleni další členové parlamentu. Vyhrála Liberální strana s nadpolovičním počtem mandátů v parlamentu. Volební hlasy se nedochovaly, ale politický odborník Dieter Nohlen alespoň zjistil rozložení mandátů.

## Volební výsledky
| Strana               | Mandáty |
| -------------------- | ------- |
| Liberální strana     | 100     |
| Konzervativní strana | 71      |
| celkem               | 171     |